# C10H23NO
化学式C10H23NO（摩尔质量：173.30 g/mol）可以指以下化合物：
- 二丁氨基乙醇，CAS号：102-81-8
- 10-氨基-1-正癸醇，CAS号：23160-46-5
- 辛基二甲胺-N-氧化物，CAS号：2605-78-9
- O-癸基羟胺，CAS号：29812-79-1
- N,N-二戊基羟胺，CAS号：99868-64-1

|  | 这个同类索引页列出了具有相同分子式的化学物（即同分異構體）条目。 除非您是有意链接至本页，否则应将相应条目的内部链接指向正确的条目。 |